# Gruppe der Wiedergeburt
Die Gruppe der Wiedergeburt ist eine der größten Unabhängigen Kirchen in China.
Sie hat mehrere Millionen Anhänger. Der Gründer ist Xu Yongze.
Die Gruppe der Wiedergeburt ist eine Kirche mit großer Überschneidung mit den chinesischen Hauskirchen.

## Verfolgung
Am 19. Oktober 1999 wurden in Henan 75 Anhänger der Gruppe der Wiedergeburt verhaftet. Die Gruppe der Wiedergeburt und die juristische Verurteilung Xu Yongzes wurde im Congressional Record erwähnt. Weiterhin gehören Millionen Menschen zu Gruppierungen, die der Gruppe der Wiedergeburt entstammen.